# Rio Cubal-Quicombo
O rio Cubal-Quicombo é um curso de água de Angola que nasce no Planalto Balombo-Ganda, no município de Balombo, na província de Benguela, e tem sua foz no oceano Atlântico, na vila de Quicombo, no Cuanza Sul. Faz parte da chamada Vertente Atlântica. No seu percurso, corta o planalto do Amboim.